# Infanterie-Regiment „Herzog Friedrich Wilhelm von Braunschweig“ (Ostfriesisches) Nr. 78
Das Infanterie-Regiment „Herzog Friedrich Wilhelm von Braunschweig“ (Ostfriesisches) Nr. 78 war ein Infanterieverband der Preußischen Armee.

## Geschichte

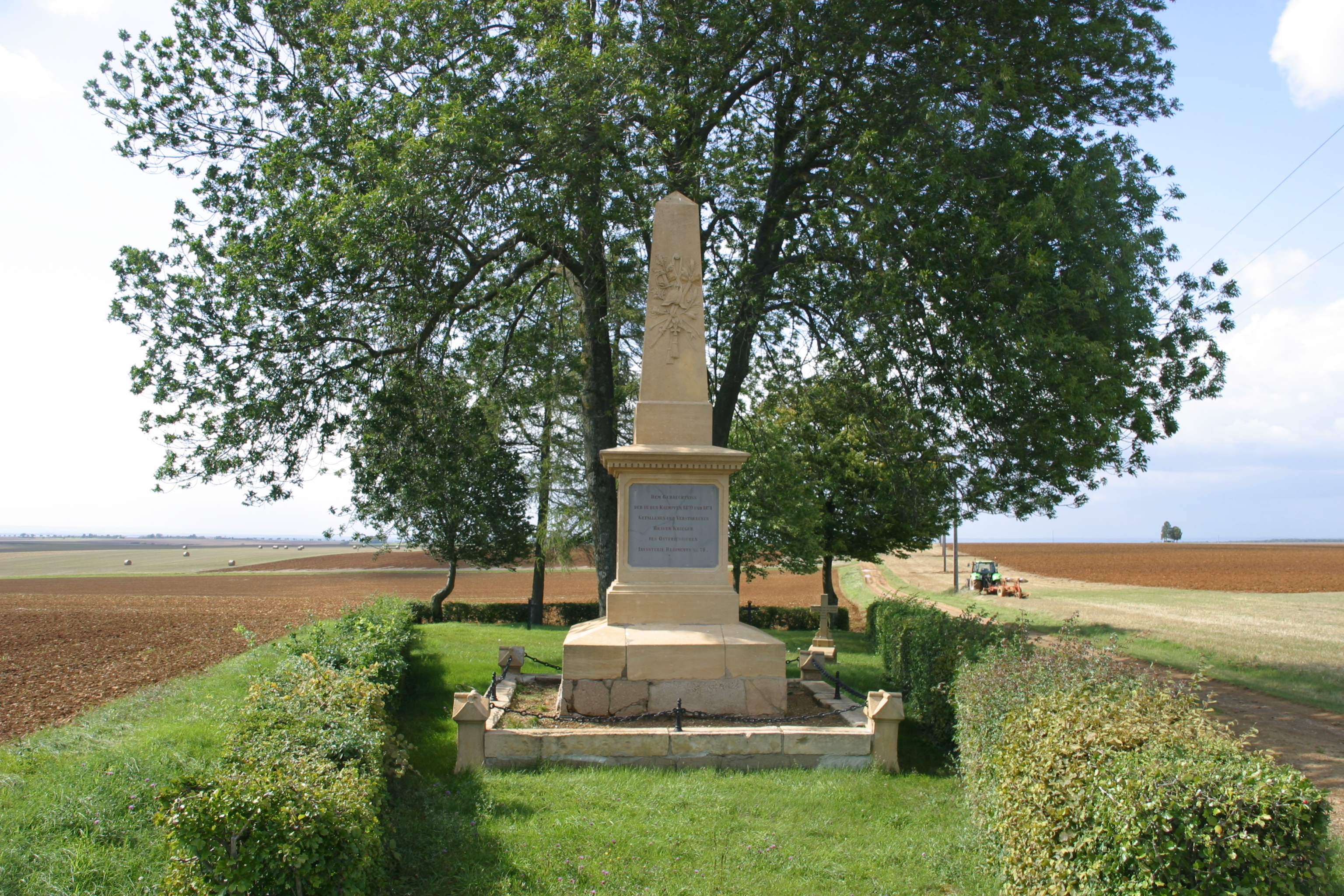
Gedenkstein bei Vionville für die 1870/71 Gefallenen

Das Regiment wurde am 30. Oktober 1866 aus den 3., 13. und 15. Kompanien des Infanterie-Regiments Nr. 20 sowie den 13., 14. und 15. Kompanien der Infanterie-Regimenter Nr. 24, 60 und 64 in Brandenburg neu aufgestellt. Der Regimentsstab, das I. und II. Bataillon wurden in Emden, das III. Bataillon in Aurich stationiert. Am 7. November 1867 erhielt das Regiment die Bezeichnung „Ostfriesisches Infanterie-Regiment Nr. 78“.
Das Regiment nahm 1870/71 am Krieg gegen Frankreich an den Schlachten bei Vionville, Gravelotte, Beaune-la-Rolande, Beaugency und Le Mans sowie der Belagerung von Metz teil.
Am Standort Osnabrück wurde am 2. Januar 1893 das IV. Bataillons neu aufgestellt. Dieses Bataillon wurde am 1. April 1897 an das neu aufgestellte 4. Hannoversche Infanterie-Regiment Nr. 164 abgegeben.
Eine Allerhöchste Kabinett-Order legt am 24. Januar 1899 fest, dass das Regiment als eins mit dem ehemaligen „Königlich Hannöverschen 6. Infanterie-Regiment“ anzusehen sei. Damit gilt nun der 30. November 1813 als ursprüngliches Gründungsdatum des Infanterie-Regiments Nr. 78.
Am Ordensfest am 24. Januar 1899 erhielt das Regiment das Helmband „Waterloo“. Das Regiment wurde am 27. Januar 1889 in Erinnerung an den „Schwarzen Herzog“ mit dem Ehrennamen „Infanterie-Regiment Herzog Friedrich Wilhelm von Braunschweig (Ostfriesisches) Nr. 78“ ausgestattet.
Vom 15. bis 17. August 1913 fand die „Hundertjahr-Feier“ in Osnabrück statt.

### Erster Weltkrieg
Zu Beginn des Ersten Weltkriegs machte das Regiment am 2. August 1914 mobil und rückte mit der 37. Infanterie-Brigade als Teil der 19. Division ins Feld. Im Kriegsverlauf wurde es wiederholt an der Seite des 1. Hannoverschen Infanterie-Regiments Nr. 74 eingesetzt, so im Winter 1915/16 am Chemin des Dames, im Herbst 1916 am Stochid, in der Schlacht an der Aisne und 1917 bei Beaumont-en-Verdunois.

### Verbleib
Nach Kriegsende kehrten die Reste des Regiments nach Osnabrück zurück, wo ab 1. Januar 1919 die Demobilisierung und anschließende Auflösung erfolgte. Bereits Mitte Dezember 1918 hatten sich Teile dem Freiwilligen-Bataillon Reichenbach angeschlossen und kamen mit diesem in Berlin sowie beim Grenzschutz in Oberschlesien zum Einsatz.
Die Tradition übernahm in der Reichswehr durch Erlass des Chefs der Heeresleitung General der Infanterie Hans von Seeckt vom 24. August 1921 die 14. Kompanie des 16. Infanterie-Regiments in Oldenburg.

## Regimentschef

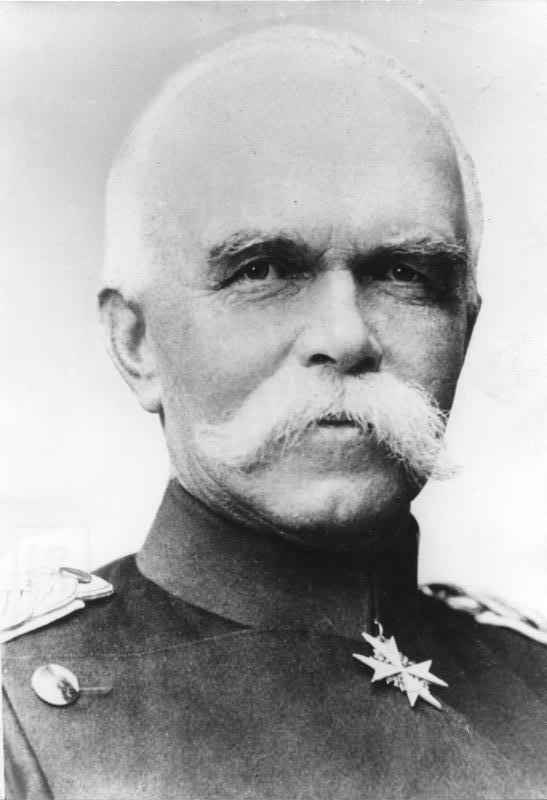
Leo Graf von Caprivi, 1880

Erster und einziger Regimentschef war seit dem 21. September 1889 der General der Infanterie und spätere Reichskanzler Leo von Caprivi.

## Kommandeure

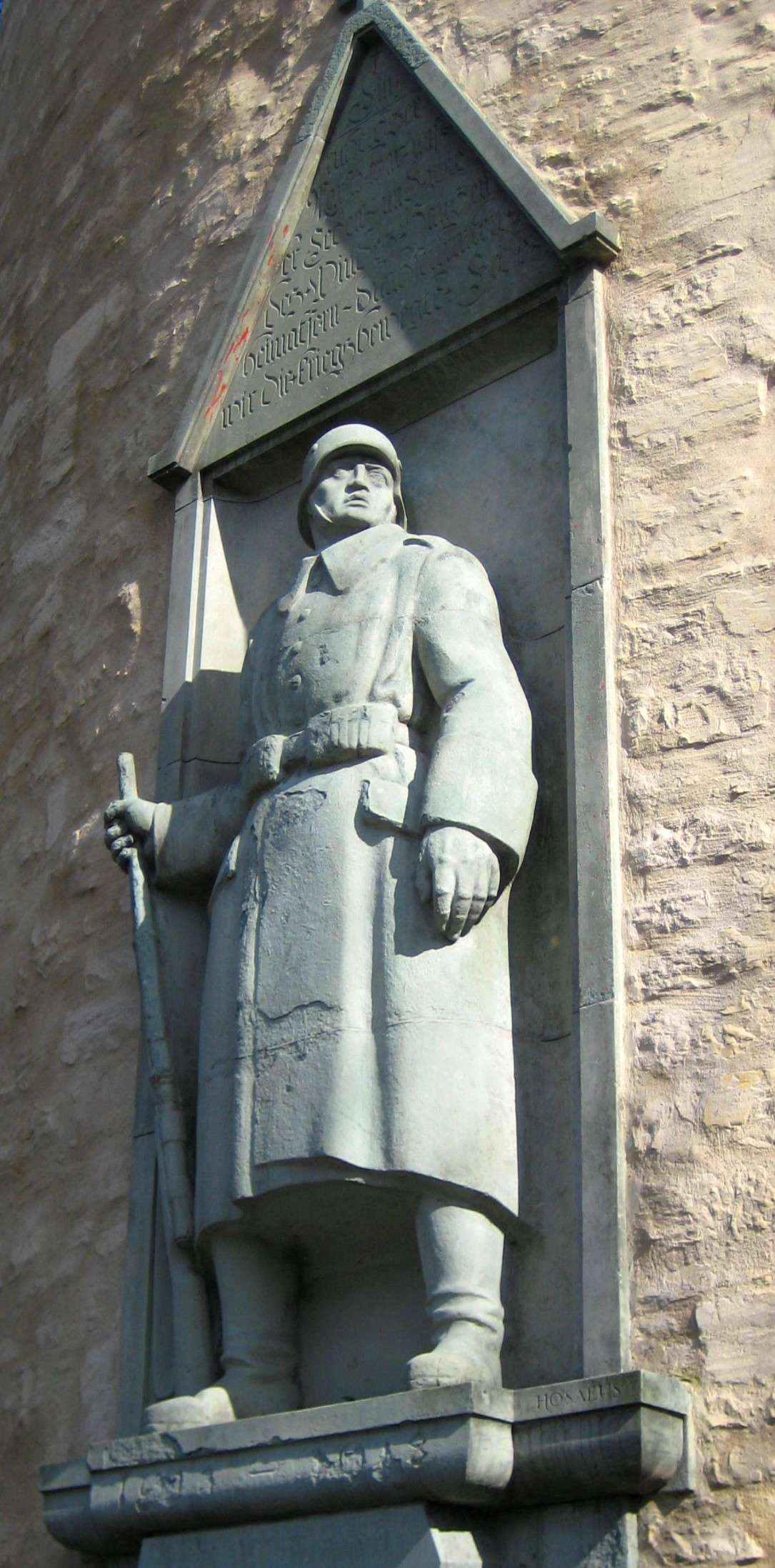
Regimentsdenkmal am Bucksturm in Osnabrück für die Gefallenen des Ersten Weltkriegs

| Dienstgrad            | Name                       | Datum                                                          |
| --------------------- | -------------------------- | -------------------------------------------------------------- |
| Oberst                | Hermann von Wedel          | 30. Oktober 1866 bis 20. Oktober 1869                          |
| Oberst                | Lothar von Lyncker         | 21. Oktober 1869 bis 21. Oktober 1870                          |
| Oberstleutnant        | Peter von Mutius           | 22. Oktober bis 31. Dezember 1870 (mit der Führung beauftragt) |
| Oberst                | Lothar von Lyncker         | 01. Januar 1871 bis 21. April 1873                             |
| Oberst                | Friedrich Schulz           | 23. Mai 1873 bis 15. Juni 1874                                 |
| Oberst                | Leo von Caprivi            | 16. Juni bis 14. Oktober 1874                                  |
| Oberst                | Hermann von der Groeben    | 15. Oktober 1874 bis 11. März 1881                             |
| Oberst                | Karl von Lengerke          | 12. März 1881 bis 16. Oktober 1883                             |
| Oberst                | Theodor von Kameke         | 17. Oktober 1883 bis 14. Februar 1885                          |
| Oberst                | Heinrich von Wodtke        | 15. Februar 1885 bis 3. August 1888                            |
| Oberst                | Karl Tuebben               | 04. August 1888 bis 21. März 1889                              |
| Oberst                | Ferdinand Borell du Vernay | 22. März 1889 bis 27. Juli 1892                                |
| Oberst                | Alwin Moeller              | 28. Juli 1892 bis 13. Juli 1895                                |
| Oberst                | Karl von Grolman           | 14. Juli 1895 bis 17. November 1897                            |
| Oberst                | Hermann Bennecke           | 18. November 1897 bis 16. Februar 1898                         |
| Oberstleutnant/Oberst | Max von Fabeck             | 17. Februar 1898 bis 17. August 1901                           |
| Oberst                | Sylvester Jordan           | 18. August 1901 bis 17. August 1905                            |
| Oberst                | Ernst von Bacmeister       | 18. August 1905 bis 21. März 1907                              |
| Oberst                | Friedrich von Hugo         | 22. März 1907 bis 20. Februar 1911                             |
| Oberst                | Thilo von Hanstein         | 21. Februar 1911 bis 24. August 1914                           |
| Oberstleutnant        | Karl Winkelmann            | 25. August bis 4. September 1914                               |
| Oberstleutnant        | Ralf von Rango             | 15. September 1914 bis 10. Dezember 1915                       |
| Oberstleutnant        | Kurt von Behr              | 11. Dezember 1915 bis 25. Juni 1916                            |
| Oberstleutnant        | Friedrich Karl Spiecker    | 26. Juni 1916 bis                                              |
| Major                 | Ostermeyer                 |                                                                |
| Oberst                | Paul Kienitz               | 1919                                                           |

## Denkmal
In Osnabrück wurde 1922 am Bucksturm, einem Bauwerk der ehemaligen Stadtbefestigung, ein Denkmal für das Regiment angebracht. Das Kriegerdenkmal aus Anröchter Stein hatte Hermann Hosaeus (1875–1958) entworfen. Das Denkmal und die Gedenktafel wurden von den Überlebenden des Regiments gestiftet. Die Tafel listet mit 120 Offizieren, 305 Unteroffizieren und 3042 Mannschaften die Zahl der im Ersten Weltkrieg Gefallenen dieses Regiments auf. Nicht aufgeführt sind die Verwundeten.